# Thyonidium
Thyonidium is een geslacht van zeekomkommers uit de familie Cucumariidae.

## Soorten
- Thyonidium diomedeae (Ohshima, 1915)
- Thyonidium drummondii (Thompson, 1840)
- Thyonidium flavum Greeff, 1882
- Thyonidium glabrum Ayres, 1851
- Thyonidium hyalinum (Forbes, 1841)
- Thyonidium kurilense (Levin, 1984)
- Thyonidium musculosum Ayres, 1851
- Thyonidium productum (Ayres, 1852)
- Thyonidium rigidum Sluiter, 1894
- Thyonidium seguroense (Deichmann, 1930)
- Thyonidium tabulatum (Ohshima, 1915)
- Thyonidium turriculacava (Massin, 1987)